# Damon Stoudamire
Pour les articles homonymes, voir Stoudamire.
Ne pas confondre avec le basketteur Amar'e Stoudemire.
Damon Lamon Stoudamire, né le 3 septembre 1973 à Portland dans l'Oregon (États-Unis), est un joueur et entraîneur américain de basket-ball.
En NCAA, il joue pour l'université d'Arizona avant d'être sélectionné par les Raptors de Toronto au premier tour (septième choix) de la draft 1995 de la NBA. 
Damon est le cousin des joueurs Salim Stoudamire et Terrence Jones.

## Carrière à l'école secondaire
Damon Stoudamire évolua à l'école secondaire Woodrow Wilson, jouant pour les « Trojans » à Portland, il mena l'équipe à un bilan de 74 victoires- 4 défaites et au titre de champion de l'État en 1989 ainsi qu'en 1991. Stoudamire réalisa des moyennes de 26,1 points, 9,2 passes décisives et 3,6 rebonds par match. Il remporta deux titres de meilleur joueur de l'année de l'Oregon et un titre de "High School All-American" lors de son année senior.

## Carrière à l'université
Stoudamire joua au poste de meneur de jeu pour l'université d'Arizona (les Wildcats) et le légendaire entraîneur Lute Olson. Il fit partie de la « first-team All-American » et finaliste dans la course au titre de « College Player of the Year ». Stoudamire faisait équipe avec Khalid Reeves lors de son année junior pour mener son équipe au Final Four NCAA. Lors de son année senior, il remporta la distinction de « All-American » pour ses 22,8 points par match. Stoudamire termina sa carrière en étant meilleur joueur de l'histoire des Wildcats au nombre de tirs à 3-points marqués (272), deuxième au nombre de points marqués (1849 points) et quatrième aux passes décisives (663) et fut le seul joueur de l'histoire de l'Arizona à inscrire 40 points lors de deux rencontres. Stoudamire inscrivit sa meilleure performance avec 45 points le 12 janvier 1995 face à Stanford. Il fut finaliste pour le trophée « Wooden » en 1995 après avoir partagé le trophée de « Pac-10 Player of the Year » avec Ed O'Bannon.

## Carrière NBA

### Raptors de Toronto
Stoudamire réalise une excellente saison rookie avec les Toronto Raptors avec des moyennes de 9,3 passes décisives et 19 points. Il y gagna le surnom de « Mighty Mouse » dû au fait qu'il ne mesurait qu'1,77 m, qu'il avait un jeu explosif, rapide et n'hésitait pas à défier des joueurs de 20 à 40 cm plus grand que lui près du panier, il se fera un tatouage de la célèbre supersouris « mighty mouse » sur son bras droit juste avant sa saison rookie. Damon détient actuellement toujours le record de tirs à 3-points inscrits (133) par un rookie des Raptors et la troisième meilleure moyenne aux passes décisives. Damon termina à la deuxième place des marqueurs parmi les rookies lors de sa première saison et en fut le leader en termes de minutes jouées et de passes décisives. Il reçut le trophée de « Rookie of the Month » à deux reprises et fit partie de la « All Rookie First Team ». Cette même année, Stoudamire remporta le trophée de NBA Rookie of the Year lors de la saison NBA 1995-1996, glanant 76 des 113 votes possibles et le trophée de « Most Valuable Player » du Rookie Game. Stoudamire détient le record du joueur drafté le plus bas (7e rang) à avoir gagné le titre de NBA Rookie of the Year, depuis Mark Jackson (au 18e rang). Damon est aussi connu comme le plus petit joueur à gagner ce trophée. Il ne joua pas les 10 dernières rencontres de sa saison rookie à cause d'une blessure à son genou gauche.

### Trail Blazers de Portland
En 1998, il fut transféré par les Raptors en compagnie de Walt Williams et Carlos Rogers aux Portland Trail Blazers, contre Kenny Anderson, Alvin Williams, Gary Trent, deux premiers tours de draft, un second tour de draft et une somme d'argent. Avec les Trail Blazers, ses statistiques chutèrent considérablement. En 2002, les Blazers placèrent Stoudamire sur le banc pour la plupart de la saison. Scottie Pippen et Bonzi Wells occupèrent la position de meneur de jeu. Cependant, lors des playoffs, Stoudamire eut un temps de jeu significatif.
Le 14 janvier 2005, Stoudamire battit son record en carrière et le record des Trail Blazers en inscrivant 54 points, dont 8 tirs à 3-points, contre les Hornets de La Nouvelle-Orléans. Cette même année, le 15 avril 2005, il battit le record NBA de 21 tirs à 3-points tentés, en en transformant seulement 5.
Le contrat de Stoudamire avec les Blazers expira en 2005, et il devint clair que les Trail Blazers, qui étaient dans l'optique d'un « mouvement de rajeunissement » et qui prospectaient des joueurs avec un bon caractère, n'avaient pas l'intention de resigner Damon. Cela se concrétisa en août 2005 quand l'équipe signa le meneur de jeu agent libre Juan Dixon, et lui attribua le numéro 3 de Stoudamire. Stoudamire voulait que les Blazers le resignent et le transfèrent dans la foulée pour l'envoyer aux Rockets de Houston. Cela aurait permis à Portland de récupérer un des gros contrats de Houston, mais parce que l'équipe avait beaucoup de joueurs à fort salaire, les dirigeants de Portland décidèrent d'aller dans une autre direction avec des joueurs comme Dixon et Steve Blake.

### Grizzlies de Memphis
Le 5 août 2005, après que Stoudamire eut discuté avec de nombreuses équipes, on annonça sa signature pour un contrat de 4 ans avec les Memphis Grizzlies, où il remplaça Jason Williams, qui partait au Heat de Miami, comme meneur de jeu titulaire. Lors d'un match le 30 décembre dans sa ville natale de Portland, Stoudamire se blessa au tendon. Il manqua le reste de la saison NBA 2005-2006. Stoudamire revint au début de la saison NBA 2006-2007. Lui et le vétéran Chucky Atkins se partagèrent le temps de jeu au poste de meneur. Le 3 janvier 2008, il annonce vouloir quitter Memphis. Le 28 janvier, il est coupé par les Grizzlies.

### Spurs de San Antonio
Le 3 février 2008, il signe pour les Spurs de San Antonio. Dès son premier match, 2 jours seulement après sa signature, il marque 11 points en 20 min, puis 3 jours après, 9 points, 4 rebonds et 3 passes toujours avec le même temps de jeu avec un pourcentage aux tirs de plus de 50 %. Malheureusement, avec le retour de blessure de Tony Parker, Damon voit son temps de jeu diminuer de plus en plus jusqu'à faire de courtes apparitions (- de 4 min en moyenne) en fin de saison et en playoff, ce qui ne l’empêchera pas au match 4 des playoff 2008 face à Phoenix, à quelques kilomètres de l'endroit où il a fait son cursus universitaire, de faire une performance de 11 points, 3 rebonds (1 offensif / 2 défensif) 1 passe avec un 100 % au 3 points en seulement 12 minutes de jeu. Il prendra sa retraite à la fin des playoffs 2008.

## Suspension
Stoudamire eut des déboires liés à la marijuana à l'époque où il jouait avec les Trail Blazers. Il se fit notamment arrêter au volant de son Hummer pour excès de vitesse et conduite sous l'influence de la marijuana, alors qu'il était accompagné par l'ailier-fort Rasheed Wallace. Après sa troisième arrestation pour possession de marijuana, en juillet 2003, il écopa d'une amende de 250 000 $ et fut suspendu trois mois par sa franchise. Le président des Trail Blazers Steve Patterson annonça qu'il voulait rompre le contrat de Stoudamire, mais ne trouva pas de clause lui permettant de le faire.
Stoudamire effectua une cure de désintoxication de 90 jours. De plus, il passa un accord avec l'éditorialiste du journal The Oregonian John Canzano pour effectuer des tests urinaires inopinés lors de la saison 2003-2004 afin de prouver sa sobriété. Au milieu de la saison, Canzano apparut dans le vestiaire pour procéder à ce contrôle auquel Stoudamire se soumit ; un laboratoire indépendant le testa et démontra que Stoudamire était « clean ». Cet acte réhabilita le joueur dans l'esprit des fans de Portland, qui le considéraient comme l'un des « Jail Blazers » (jeu de mots avec le terme « prisonnier »). Cependant, Stoudamire fut critiqué par l'association des joueurs de la NBA pour le test de dépistage, déclarant que les joueurs NBA ne devaient subir que des examens prescrits et notifiés dans la convention collective. Le fait que le contrôle soit volontaire, et non pas demandé par la ligue ou par une équipe, ne protégea pas Stoudamire des critiques. Malgré tout, aucune action officielle n'a été entreprise par l'association contre Stoudamire pour sa participation à ce test.

## Carrière d'entraîneur
Entre 2016 et 2021, Stoudamire entraîne l'équipe universitaire des Tigers de l'université du Pacifique. En juillet 2021, il rejoint l'entraîneur Ime Udoka pour devenir son adjoint aux Celtics de Boston, en NBA.
En mars 2023, Stoudamire quitte les Celtics de Boston pour devenir l'entraîneur des Yellow Jackets de Georgia Tech, une équipe universitaire.

## Records en NBA

### Records sur une rencontre
Les records personnels de Damon Stoudamire en NBA sont les suivants, :
| Record de la franchise |

| Type de statistique        | Saison régulière | Saison régulière                 | Saison régulière | Playoffs | Playoffs                | Playoffs      |
| Type de statistique        | Record           | Adversaire                       | Date             | Record   | Adversaire              | Date          |
| -------------------------- | ---------------- | -------------------------------- | ---------------- | -------- | ----------------------- | ------------- |
| Points                     | 54               | @ Hornets de La Nouvelle-Orléans | 14 janvier 2005  | 25       | Lakers de Los Angeles   | 29 avril 2001 |
| Paniers marqués            | 20               | @ Hornets de La Nouvelle-Orléans | 14 janvier 2005  | 10       | Lakers de Los Angeles   | 29 avril 2001 |
| Paniers tentés             | 37               | @ Celtics de Boston              | 11 décembre 1996 | 22       | 2 fois                  | 2 fois        |
| Paniers à 3 points réussis | 8                | @ Hornets de La Nouvelle-Orléans | 14 janvier 2005  | 5        | @ Mavericks de Dallas   | 4 mai 2003    |
| Paniers à 3 points tentés  | 21               | @ Warriors de Golden State       | 15 avril 2005    | 9        | Lakers de Los Angeles   | 30 avril 1998 |
| Lancers francs réussis     | 14               | @ Heat de Miami                  | 13 février 1996  | 8        | Mavericks de Dallas     | 27 avril 2003 |
| Lancers francs tentés      | 15               | 2 fois                           | 2 fois           | 9        | Mavericks de Dallas     | 27 avril 2003 |
| Rebonds offensifs          | 6                | @ Rockets de Houston             | 20 novembre 1997 | 2        | 6 fois                  | 6 fois        |
| Rebonds défensifs          | 12               | SuperSonics de Seattle           | 21 novembre 1995 | 8        | @ Mavericks de Dallas   | 30 avril 2003 |
| Rebonds totaux             | 12               | 3 fois                           | 3 fois           | 8        | @ Mavericks de Dallas   | 30 avril 2003 |
| Passes décisives           | 19               | @ Rockets de Houston             | 27 février 1996  | 14       | @ Lakers de Los Angeles | 26 avril 1998 |
| Interceptions              | 5                | 8 fois                           | 8 fois           | 2        | 5 fois                  | 5 fois        |
| Contres                    | 2                | 4 fois                           | 4 fois           | 2        | @ Mavericks de Dallas   | 30 avril 2003 |
| Balles perdues             | 12               | @ Bulls de Chicago               | 25 janvier 1997  | 7        | 2 fois                  | 2 fois        |
| Minutes jouées             | 55               | 2 fois                           | 2 fois           | 46       | 2 fois                  | 2 fois        |

- Double-double : 126 (dont 4 en playoffs)
- Triple-double : 6

### Records en carrière
- 21 tirs à trois points tentés dans un match le 15 avril 2005 contre les Warriors de Golden State.
- Il détient le record de points pour un joueur de moins de 1,83 m (moins de 6 pieds) avec 54 points dans un match de saison régulière (14/01/2005).
- Il détient le record de points pour un joueur de moins de 1,83 m (moins de 6 pieds) en playoffs avec 25 points contre les Lakers de Los Angeles (29/04/2001).
- Il est le plus petit joueur NBA à avoir reçu le trophée de Rookie of the Year.
- Le joueur drafté le plus bas (7e) à avoir gagné le titre de NBA Rookie of the Year, derrière Mark Jackson (18e), Malcolm Brogdon au second tour et Woody Sauldsberry au huitième tour.